# Aponia itzalis
Aponia itzalis là một loài bướm đêm trong họ Crambidae.